# Vila Soeiro
Vila Soeiro era una freguesia portuguesa del municipio de Guarda, distrito de Guarda.

## Historia
Fue suprimida el 28 de enero de 2013, en aplicación de una resolución de la Asamblea de la República portuguesa promulgada el 16 de enero de 2013 al unirse con las freguesias de Mizarela y Pêro Soares, formando la nueva freguesia de Mizarela, Pêro Soares e Vila Soeiro.

## Patrimonio
Las casas de granito de Vila Soeiro son una buena muestra de la arquitectura rural tradicional. En la freguesia se encuentra la pequeña capilla de San Pedro de Verona, donde al retirar un retablo de talla en 1998 se descubrió un conjunto de seis paneles de pinturas murales, datadas entre finales del siglo XVI y mediados del siglo XVII y atribuidas a algún taller regional.